# Braeburn Capital
Pour les articles homonymes, voir Braeburn (homonymie).
Braeburn Capital Inc. est un gestionnaire d'actif et un fonds d'investissement, filiale d'Apple. L’entité est fondée en octobre 2005 et basée à Reno dans le Nevada. Braeburn est destinée à gérer les actifs de l'entreprise d'informatique, les investir, et éviter ainsi certaines taxes des États américains. Braeburn Capital ne représente qu'une partie de l’optimisation fiscale développée par Apple dans le monde.

## Au Nevada
Apple installe sa filiale en 2005 au Nevada, à moins d'une heure d'avion de la Californie ; celle-ci déménage sept ans plus tard tout en restant dans la ville de Reno. L'entreprise d'informatique utilise Braeburn Capital pour rapatrier les bénéfices se chiffrant en millions de dollars, collectant ainsi les profits de l'entreprise dans un état qui ne soumet pas d'impôts sur les sociétés. Braeburn, agissant comme un fonds d'investissement, gère une somme de plus de 200 milliards de dollars venant de ses revenus, mais émanant également d'investisseurs tiers. 150 milliards de dollars d'obligations sont ainsi détenues par le fonds ainsi que des actions ou autres instruments financiers, sans que personne sache réellement dans quoi investit Braeburn : prônant une discrétion extrême, le fonds ne communique jamais et ne donne aucune information sur la nature de ses avoirs. Le Wall Street Journal considère Braeburn comme l'un des plus gros fonds d'investissement du monde, un « hedge fund »,.
Quand un produit de la marque est acheté aux États-Unis, une petite partie des bénéfices est gérée par Braeburn Capital pour être réinvestie. En cas de bénéfice sur ces investissements, c'est de nouveau sous l'imposition nulle du Nevada,. Plusieurs autres grandes entreprises, comme Cisco Systems, Harley-Davidson ou Microsoft, se sont installées au Nevada, ainsi qu'au Delaware. Pourtant, en 2009, à la suite d'une campagne orchestrée par les entreprises technologiques de Californie, cet État baisse alors ses barèmes de taxation, lui faisant perdre 1 500 millions de dollars de revenus fiscaux par an. Quelques années plus tard, le budget de cet État est en crise, alors même qu'Apple annonce des bénéfices records,. 
Si cette méthode de domiciliation au Nevada est légale, elle prive une vingtaine d'États américains de revenus. Une étude du département du Trésor des États-Unis estime que l'entreprise économise ainsi, rien que sur son sol, 2,4 milliard de taxes alors que la majeure partie de la valeur est produite dans ce pays. Mais une très grande majorité des profits sont hébergés par Apple en dehors des États-Unis où se trouve une fiscalité plus basse.

## Dans le monde
Apple dispose d'autres entités d'optimisation fiscale, au Luxembourg, en Irlande et aux Pays-Bas pour effectuer un « Double Irish With a Dutch Sandwich » (« Double irlandais avec un sandwich hollandais ») avant de rapatrier les fonds aux îles Vierges britanniques. Vendant du matériel informatique mais également des biens immatériels (services, licences, applications ou royalties par exemple), il est facile pour l'entreprise de transférer les revenus dans des paradis fiscaux. De cette façon, Apple obtient un ratio faible (moins de 10 %) entre ses revenus et sa taxation. L'administration américaine et la commission européenne demandent chacune une part de « cet incroyable trésor de guerre » : « le problème des réserves de cash d'Apple est que ça se voit et que l'enjeu devient politique » précise Jean-Louis Gassée.